# Lons Section paloise rugby féminin
Pour la section masculine, voir Section paloise (rugby à XV). Pour le club omnisports, voir Section paloise omnisports.
Pour les articles homonymes, voir Section paloise.
 (octobre 2010).
Si vous disposez d'ouvrages ou d'articles de référence ou si vous connaissez des sites web de qualité traitant du thème abordé ici, merci de compléter l'article en donnant les références utiles à sa vérifiabilité et en les liant à la section « Notes et références ».
Maillots
Actualités
Le Lons Section paloise rugby féminin est un club français de rugby à XV destiné à la pratique féminine du rugby et installé sur la commune de Lons, dans l'agglomération de Pau (Pyrénées-Atlantiques).
Le Lons rugby féminin Béarn Pyrénées intègre le club de la Section paloise omnisports en 2021 pour devenir Lons Section paloise rugby féminin.
Le club se compose de deux équipes seniors dont la première évolue en Élite 2 et la seconde en Fédérale 1. Deux équipes cadettes et une équipe minimes forment le pôle jeunes du club. Le club partage son histoire et ses installations avec le Rugby Club lonsois.

## Histoire

### Les origines
Le Rugby club de Lons est né, en mai 1964, de la volonté de quelques jeunes du village. Ils sont allés voir, pour les aider, celui qui avait pratiqué le rugby aussi bien à XV qu'à XIII, sous diverses couleurs, Georges Martin, accompagné de Joseph Guicharnaud. Ils sont vite rejoints par Jean-Marie Ladaurade et Raymond Laborde, deux fidèles serviteurs du club durant de longues années. Avec des moyens de fortune et beaucoup de bonne volonté, cette équipe a permis au club d'avoir une assise lui permettant des lendemains prometteurs. La création du premier foyer en 1966 en est une preuve.

### L'école de rugby
L'école de rugby, une des premières dans l'agglomération paloise est créée en 1968. Le stade municipal est quant à lui inauguré en 1969. La première équipe cadet à XV voit le jour en 1970 et est suivie par une équipe junior en 1972.

### Les années 60 et 70
Le tout premier président du RC Lons est M. Monguillot entre 1964 et 1967, à qui succède Pierre Biray, qui gère le club jusqu'en 1974 en prenant au passage le premier titre de champion du Béarn de 3e série en 1970 et celui de 1re série en 1972. Jacques Bayle assure un "intérim" entre 1974 et 1975. En 1975, et pendant dix ans, Joseph Guicharnaud assure la présidence du club après avoir occupé de nombreux postes au sein du RC Lons (éducateur, soigneur, arbitre, joueur, entraineur et secrétaire). Durant cette période, le club sera champion du Béarn de 2e série en 1978.

### Les années 80
Pendant une période de 3 ans (de 1985 à 1988), la présidence change tous les ans : Dider Ferra en 1986, M. Zaragoza en 1987 (avec un titre pour l'équipe réserve en 4e série) et un tandem Zaragoza-Guicharnaud en 1988. Le président Guicharnaud reprend les rênes du club seul jusqu'en 1991 et connaît un nouveau succès avec un titre de 3e série en 1991.

### Les années 90
De 1991 à 1996, Paul Candau préside le club, titré en 3e série en 1992. Jean-Bernard Bachoc lui succède pour 7 ans  et poursuit la route. Il accueille le groupe de féminines qui évoluait en 2e division nationale.

### Les années 2000
Pendant un an, M. Urdy assure un intérim avant que n'arrive Christian Ladaurade, une autre figure emblématique du club, qui, comme son prédécesseur Guicharnaud, aura lui aussi tout fait au club. Joueur, éducateur, entraineur, responsable de l'école de rugby et donc président, il est depuis plus de 40 ans au club. Il sera titré en 2005 en 4e série avec l'équipe une des garçons, l'année suivante en 2006 par l'équipe II des garçons en 2e série et la même année, le premier titre de champion de France par les féminines en Division II. En 2007, les féminines lui offrent un second titre de champion de France à l'étage supérieur en Division I. Il clôturera son mandat par un 5e titre, cette fois par les garçons équipe I en 2e série Béarn et demi-finaliste du championnat de France, niveau jamais atteint auparavant par le club. Les féminines, la même année, iront jusqu'en demi-finale du championnat de France, cette fois encore au premier niveau national, le Top 9, l'élite du rugby français féminin. À son actif également, la création en 2006 d'une seconde équipe féminine qui évolue en Division III National et qui arrivera en 2007 et 2008 en quart de finale du championnat de France Division III. Il en termine en 2008 par la création d'une équipe cadette. Le club connaît une nouvelle coprésidence entre Andrée Paloc et Jean-Claude Lalanne, une autre figure du club, qui fut durant 25 ans, responsable de l'école de rugby, après avoir été joueur et dirigeant au sein du club. En 2009, le RC Lons remporte le titre de champion du Béarn garçons, équipe 2, 1re série. L'équipe féminine 2 clôture, elle, cette saison par un troisième quart de finale de championnat de France de 3e division de son histoire.

### Les années 2010
Enfin, en juin 2010, l'équipe II féminine, après 4 phases finales, obtient son premier titre de championne de France 3e division à XII en battant l'équipe II du Lille Métropole rugby club villeneuvois à Issoudun.
À la suite de la relégation de l'équipe féminine en Armelle-Auclair 2014, plusieurs joueuses cadres quittent le club : Caroline Ladagnous (Bobigny / France à 7), Pauline Raymond (Bordeaux), Christelle Chobet (USAP), Mélanie Busque (Blagnac Saint-Orens), Méryl Dubertrand (La Valette).
À partir de la saison 2015-2016, la section féminine du RC Lons devient le « Lons rugby féminin Béarn Pyrénées » à la suite du rapprochement avec la Section paloise.
En 2018, à la suite de la réorganisation des divisions féminines et le passage de la 1re division de 8 à 16 clubs, le Lons rugby féminin intègre l'Élite 1.

### Les années 2020, Section paloise
Lors de la saison 2019-2020, l'internationale canadienne Elisabeth Langevin est victime d’une fracture de la colonne vertébrale le 12 janvier 2020 face à Chilly-Mazarin, en championnat de France Élite 1 2019-2020. Cette blessure vient mettre un terme à sa carrière.
En 2021, le club accueille quatre joueuses canadiennes en plus d'Elisabeth Langevin, à savoir Laetitia Royer, Sarah-Maude Lachance, Audrey Champagne et Emmanuella Jada.
Au début de la saison 2021-2022 d'Élite 1 féminine, le club intègre la Section paloise omnisports. Le « Lons rugby féminin Béarn Pyrénées » est ainsi rebaptisé « Lons Section paloise rugby féminin ». Le changement concerne aussi les couleurs puisqu'à partir de la saison 2021-2022, les joueuses évoluent en vert et blanc,. En effet, après avoir acté son indépendance du Rugby club lonsois en 2015, le club cherche à se structurer et gagner en visibilité et s'oriente vers un rapprochement avec la Section paloise amateur. Cette démarche a déjà été menée par d'autres clubs féminins, comme l'ASM Romagnat, en partenariat avec l'ASM Clermont Auvergne. Toutefois, le club conserve ses installations du complexe Georges-Martin à Lons. De plus, le club enregistre la signature de la capitaine japonaise Makiko Tomita, qui a choisi le Béarn pour découvrir le rugby et la culture français. Makiko Tomita est la première joueuse nipponne à rejoindre un club français.
Au terme de la saison 2023-2024, l'équipe première est reléguée en Élite 2 après avoir perdu sa double confrontation contre Bobigny en play-down.
Malgré sa relégation en Élite 2, le Lons Section paloise Béarn Pyrénées a pris des mesures stratégiques pour retrouver le plus haut-niveau en plaçant Michaël Dallery à la tête de son équipe première. Dallery a occupé le poste d'entraîneur de la mêlée pour l'équipe portugaise masculine lors de la Coupe du monde 2023 et celui de directeur de la performance pour la sélection roumaine ; il assume les responsabilités de directeur sportif et d'entraîneur des avants, apportant ainsi son expertise et son expérience considérables au club.

## Identité visuelle
En 2015, à la suite du rapprochement avec la Section paloise, le club change de logo et adopte celui de Pau, tout en conservant ses couleurs rouge et blanche. À compter de la saison 2021-2022, les joueuses évoluent en vert et blanc, marquant leur intégration complète à la structure omnisports de la Section paloise. 

Évolution du logo
Logo abandonné en 2015.
Logo de 2015 à 2021.
Logo depuis 2021.

## Palmarès

### Détail du palmarès
- Championnes de France Top 10 2011-2012
- Championnes de France 2e division 2005-2006
- Championnes de France Challenge Armelle Auclair 2006-2007 (division 1B)
- Championnes de France 3e division 2009-2010
- Championnes de France « Sevens élite » 2010-2011

### Finales disputées
| Compétition  | Date de la finale | Vainqueur            | Finaliste          | Score   | Lieu de la finale        | Spectateurs |
| ------------ | ----------------- | -------------------- | ------------------ | ------- | ------------------------ | ----------- |
| 2e division  | 2007              | RC Lons              | Pachys d'Herm      | 13 - 11 | Grenoble                 |             |
| 1re division | 10 juin 2012      | RC Lons              | Montpellier HR     | 14 - 10 | Stade de Loudes, L'Union |             |
| 2e division  | 13 mai 2018       | FC Grenoble Amazones | Lons rugby féminin | 6 - 5   | Pézenas                  |             |

## Personnalités du club

### Joueuses internationales de Lons
- Mayalen Achigar
- Sonia Amat
- Lise Arricastre
- Mélanie Busque
- Patricia Carricaburu
- Nadège Casenave
- Christelle Chobet
- Laura Delas
- Koumiba Djossouvi
- Laetitia Grand
- Caroline Ladagnous
- Pauline Raymond
- Stéphanie Rodriguez
- Vitse Cecilia
- Elisabeth Langevin
- Laetitia Royer
- Sarah-Maude Lachance
- Audrey Champagne
- Emmanuella Jada
- Makiko Tomita

### Présidents successifs
- 1964-1967 : M. Monguillot
- 1967-1974 : Pierre Biray
- 1974-1975 : Jacques Bayle
- 1975-1985 : Joseph Guicharnaud
- 1985-1986 : Dider Ferra
- 1986-1987 : M. Zaragoza
- 1987-1988 : M. Zaragoza et Joseph Guicharnaud
- 1988-1991 : Joseph Guicharnaud
- 1991-1996 : Paul Candau
- 1996-2003 : Jean-Bernard Bachoc
- 2003-2004 : M. Urdy
- 2004-2008 : Christian Ladaurade
- 2008-2013 : Andrée Paloc et Jean-Claude Lalanne
- Depuis 2013 : Jean-François Lombard